# A Widow of Nevada
A Widow of Nevada è un cortometraggio muto del 1913 diretto e interpretato da Arthur Mackley.

## Trama
Jim Rider affitta una miniera per cercarvi l'oro. Quando lo trova, Foster, il proprietario, gli ruba i documenti di locazione ma Rider viene aiutato a dimostrare le sue ragioni dalla vedova Gale, innamorata di lui. Vinta la causa, i due si sposeranno.

## Produzione
Il film fu prodotto dalla Essanay Film Manufacturing Company. Venne girato a Niles. Gilbert M. 'Broncho Billy' Anderson, fondatore della casa di produzione Essanay (che aveva la sua sede a Chicago), aveva individuato nella cittadina californiana di Niles il luogo ideale per trasferirvi una sede distaccata della casa madre. Niles diventò, così, il set dei numerosi western prodotti dall'Essanay.

## Distribuzione
Distribuito dalla General Film Company, il film - un cortometraggio di una bobina - uscì nelle sale cinematografiche USA il 22 maggio 1913.